# Bernardo Iglesias

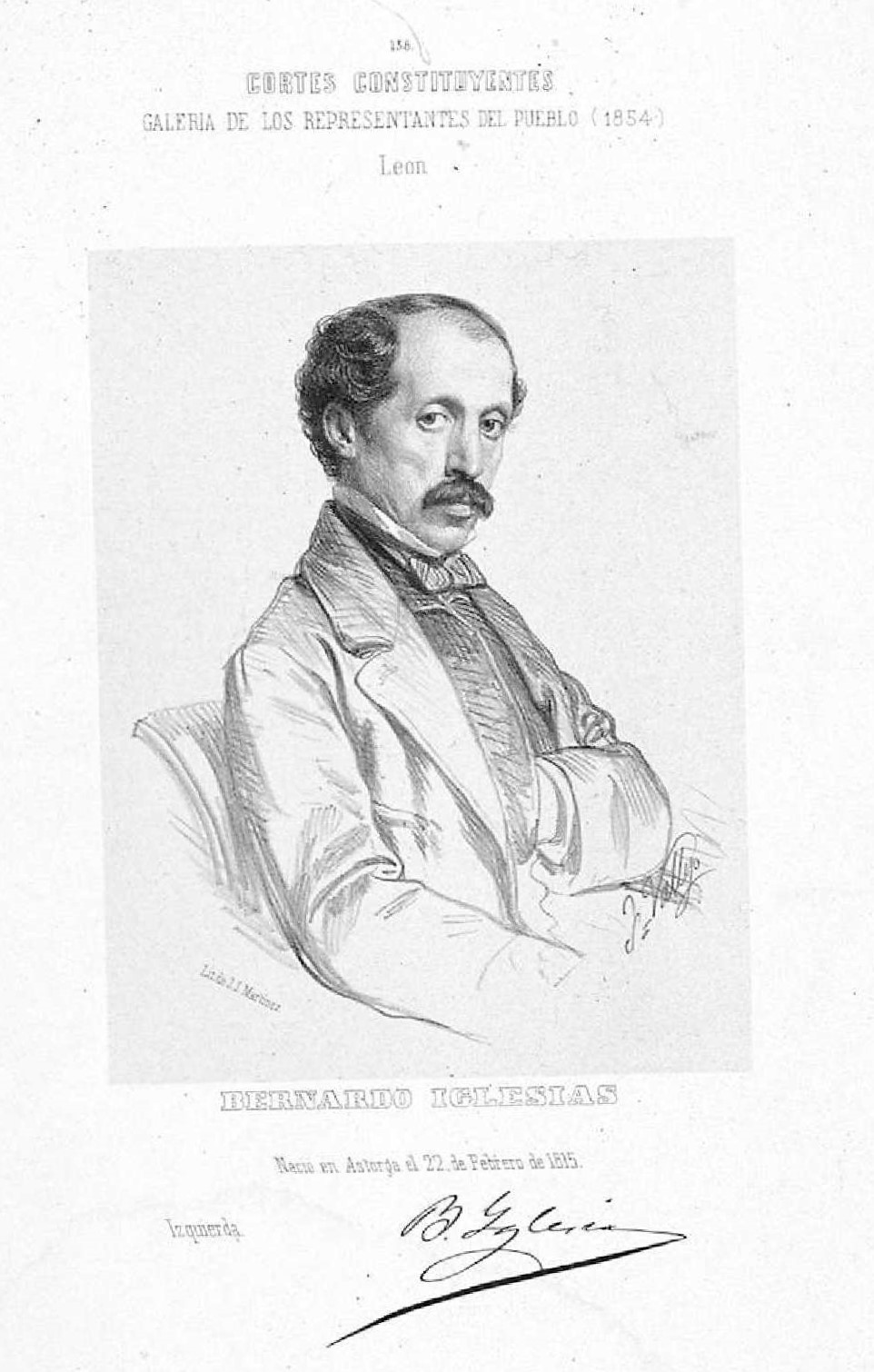
Bernardo Iglesias, litografía de José Vallejo y Galeazo para Cortes Constituyentes. Galería de los representantes del pueblo, 1854,/ León. Inscripción: «Bernardo Iglesias. Nació en Astorga el 22 de Febrero de 1815. Izquierda». Biblioteca Nacional de España.

Bernardo Iglesias Tineo (Astorga, 22 de febrero de 1815-Madrid, 20 de marzo de 1882) fue un comerciante, periodista y político español, diputado a Cortes por la circunscripción de León en las elecciones a Cortes constituyentes de 1854. Miembro del Partido Progresista, siguió a Sagasta en las fundaciones posteriores de los partidos Constitucional y Liberal-Fusionista.
Estudió en el seminario diocesano de Astorga en el que tuvo como profesor a Modesto Lafuente. En Madrid, a donde se trasladó en 1839, entró en el círculo del maragato Cordero con quien se introdujo en sociedades crediticias y financieras franco-españolas (Caja General de Imposiciones y Descuentos, Compañía General del Crédito Ibérico, Caja Universal de Ahorros y Operaciones Mercantiles y otras). Director en 1841 del diario esparterista El Espectador, financiado por Cordero, hubo de exiliarse a París cuando tras el atentado frustrado contra Naraváez Cordero y los redactores de El Espectador fueron acusados de su financiación. En 1850, tras siete años de exilio, su madre escribió desde Astorga a la reina Isabel II solicitando fuese comprendido su hijo en la amnistía de la que había sido excluido y dirigió otra misiva a Narváez, pidiéndole el perdón para él, perdón que en efecto le otorgó el Espadón de Loja, lo que le permitió retornar a España.
En abril de 1851 entró a formar parte de la directiva del Partido Democrático presidido por José María Orense. Durante el Bienio Progresista (1854-1856), en el que fue elegido diputado por León, ocupó simultáneamente al acta de diputado los gobiernos civiles de Logroño, Córdoba (de diciembre de 1854 a agosto de 1855), Valladolid (del 18 de agosto de 1855 a mayo de 1856) y por último Valencia. Ocupó de nuevo el gobierno civil de Valencia con el triunfo de la Revolución de 1868 aunque solo por unos días pues el 25 de septiembre fue designado gobernador civil de Barcelona. En el desempeño de este cargo en enero de 1870 fue condecorado con la gran cruz de Isabel la Católica. En junio de 1870 marchó a Portugal como cónsul de España en Lisboa, con el encargo de Prim de ofrecer la corona de España a Fernando de Coburgo, rey viudo de Portugal, jugando la carta del paniberismo y puenteando al embajador, el unionista Cipriano del Mazo, contrario a la candidatura portuguesa y partidario de entregar la corona al duque de Montpensier. Frustrada su misión en Lisboa por la tajante negativa del conde de Braganza y habiendo despertado en Portugal los sentimientos nacionalistas, Iglesias volvió a ocupar el gobierno civil de Barcelona.
Su actuación como gobernador civil de Barcelona en esta segunda etapa concitó en su contra a federalistas, internacionalistas y carlistas, que lo acusaron de arbitrariedad y de atentar contra los derechos de reunión y de asociación, por lo expeditivo de sus procedimientos, incluida la disolución de ayuntamientos, el cierre de periódicos y la prohibición de reuniones de partido. En el Congreso de los Diputados Estanislao Figueras interpeló a Sagasta por la detención y expulsión a Francia de tres agentes de la Internacional ordenada por el gobernador, y los republicanos federales Eusebio Pascual y Casas y Baldomero Lostau así como los carlistas Cruz Ochoa y Luis María de Llauder, presentaron mociones reprobatorias de su conducta, rechazadas por la mayoría gubernamental, que lo mantuvo en el cargo hasta la formación de un nuevo gabinete de Manuel Ruiz Zorrilla en junio de 1872.
Fue también director de los periódicos liberales La Europa, que inició su publicación el 12 de octubre de 1851 y fue prohibido por el Gobierno moderado el 28 del mismo mes, El Bien Público, editado en Madrid del 1 de abril de 1863 al 16 de abril de 1864, y el sagastino La Iberia, puesto que ocupaba en marzo de 1877 cuando el ministerio fiscal presentó contra él denuncia criminal por calumnia por un artículo publicado en el diario de su dirección el 10 de marzo, en que se criticaba a los tribunales de imprenta, acusando a sus jueces de actuar con pasión política y hacer inútil a la prensa de oposición el ejercicio de la defensa. La sentencia, dictada en primera instancia el 27 de octubre, cuando ya había dejado la dirección del periódico, lo condenaba a una pena de un año, ocho meses y veintitrés días de prisión correccional más el pago de una multa de setecientas cincuenta pesetas, con costas. Recurrida ante la audiencia, la condena fue revocada por sentencia del 22 de abril de 1878, al no encontrar probada la voluntad de calumniar y absolvía al demandado.
En el momento de su fallecimiento era consejero de Estado, casado con Ana Maurín y no tenía hijos. El diario La Iberia, al dar cuenta de su fallecimiento, afirmaba que «había sido uno de nuestros periodistas más constantes en sus ideas políticas, correcto, enérgico y de gran sentido político».